# Bruhács János

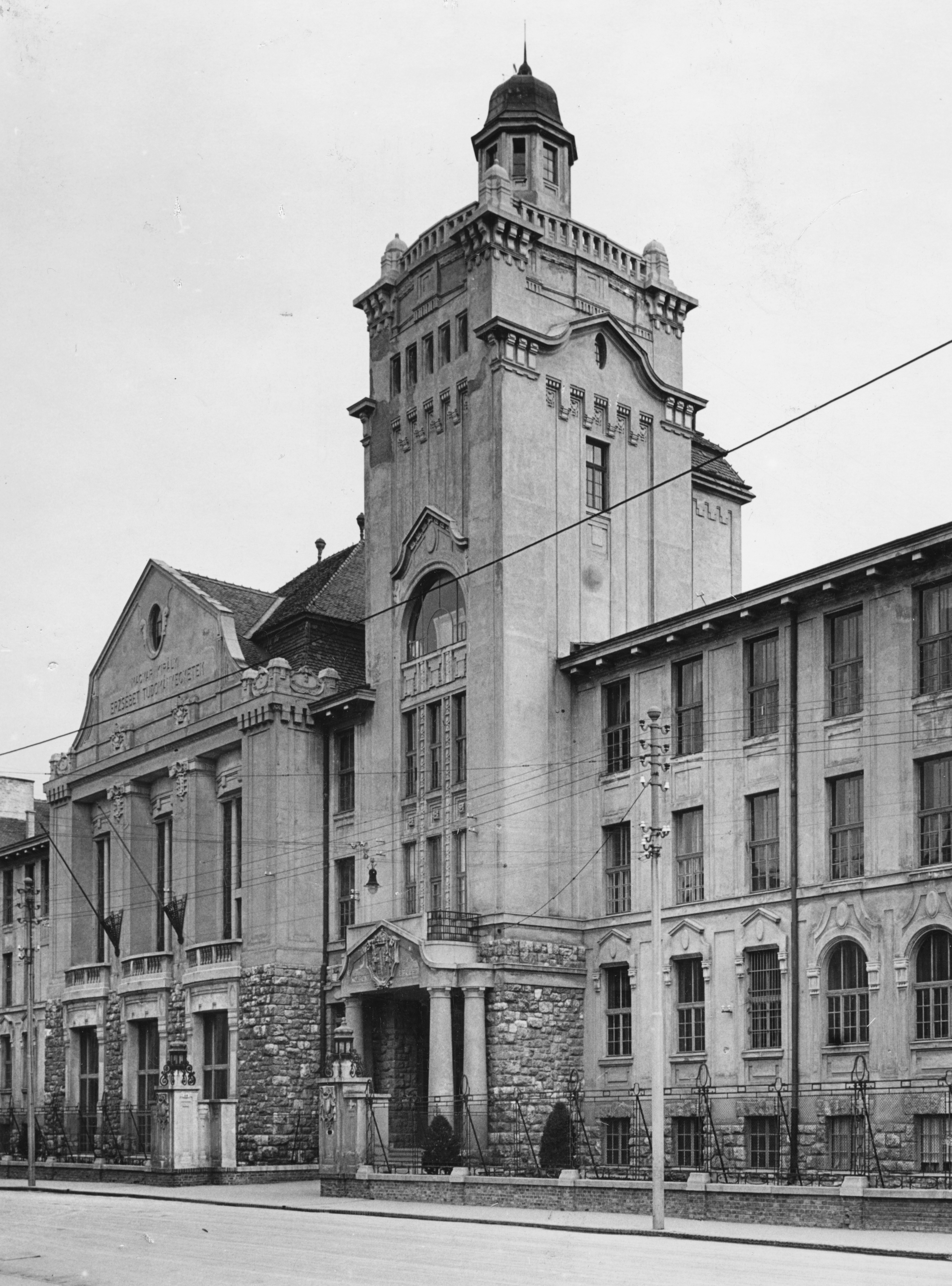
1963-2019 között a Pécsi Tudományegyetemen tanított

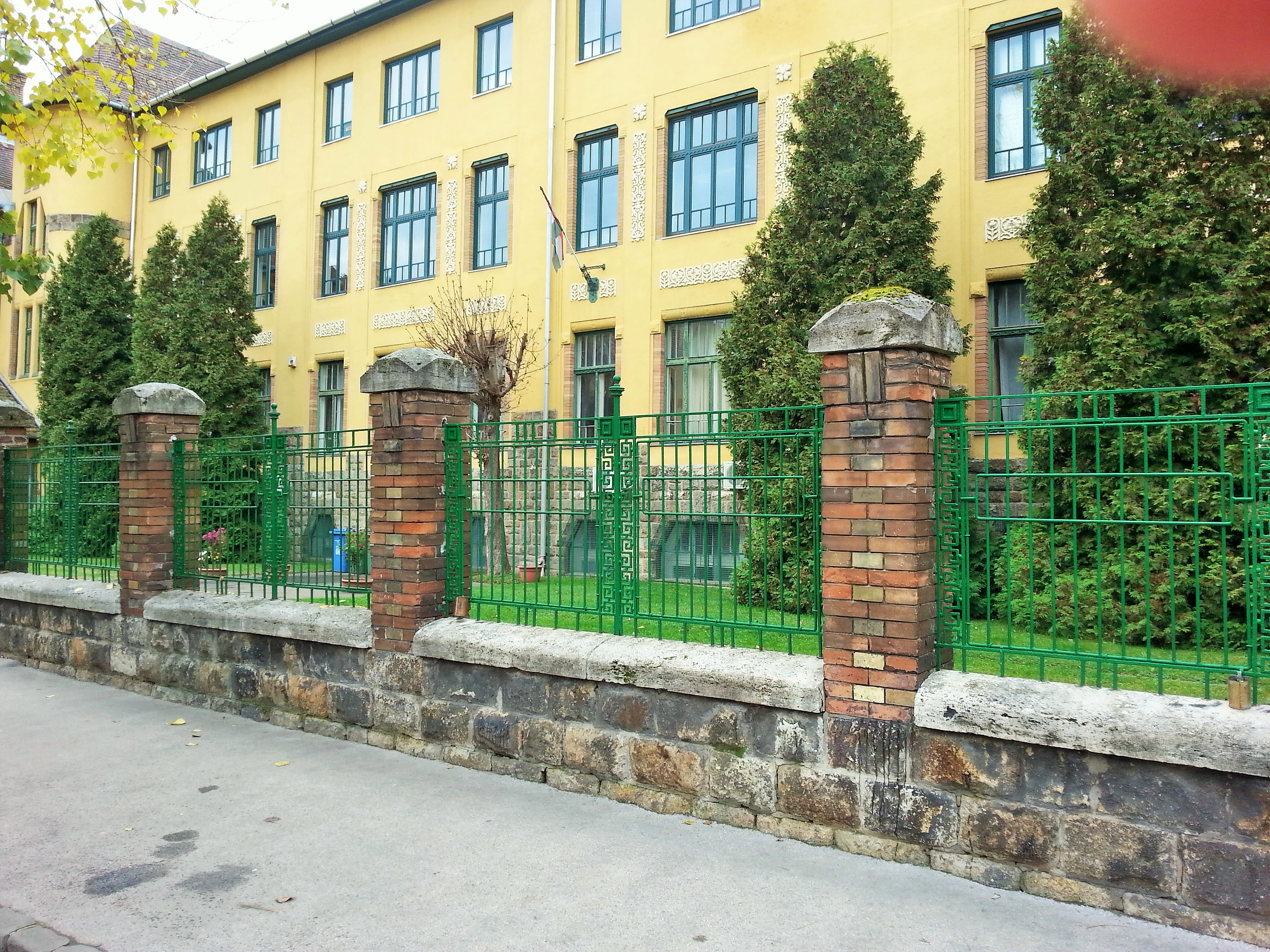
2009-2014 között a Károli Gáspár Református Egyetemen tanított

Bruhács János (Pécs, 1939. szeptember 23. – Pécs, 2023. szeptember 15.) nemzetközi jogász, egyetemi tanár.

## Életpályája
Szülei dr. Bruhács János (1907-1979) és Mészáros Margit (1909-1990). 1967-ben nősült, felesége dr. Kállai Zsuzsanna (1944-) jogász, gyermekeik: Péter (1968-) és Barbara (1970-). 
Tanulmányait a Belvárosi Általános Iskolában (1948-1954), a Belvárosi Általános Iskola (1948-1954), majd a Széchenyi István Gimnáziumban (1954-1958) folytatta. Kitűnő eredménnyel érettségizett 1958-ban. 1963-ban a Pécsi Tudományegyetemen szerzett jogászi diplomát Sub Auspiciis Rei Publicae Popularis minősítéssel. 
1963 óta tanított a PTE/JPTE-n; 1963–1969 között egyetemi tanársegédként, 1969–1979 között egyetemi adjunktusként, 1979–1994 között egyetemi docensként, 1994–2009 között pedig egyetemi tanárként, 2009-től pedig professor emeritusként. 2009-től a Károli Gáspár Református Egyetem Állam- és Jogtudományi Karán is tanított; 2001–2009 között egyetemi tanárként, 2009-től professor emeritusként. 
1977-ben kandidátusi fokozatot szerzett majd 1994-ben habilitált. 1987–2005 között a PTE Állam- és Jogtudományi Karának Nemzetközi Jogi Tanszékét vezette. 1989–1990 között dékánhelyettes, majd 1990–1993 között a JPTE Állam- és Jogtudományi Karának dékánja volt. 1997-ben vendégprofesszor a Université Pantheéon-Assas (Paris II) egyetemen. Szakmai megbízások: a magyar delegáció tagja a Duna Bizottság 1979. évi ülésszakán; a Bős-Nagymaros ügyben a jogászbizottság tagja (1989-1995); magyar képviselő, illetve delegációs-vezető az Európa Tanácsnak az 1994. évi luganoi egyezményt (a környezeti károk miatti polgári jogi felelősség) kidolgozó munkabizottságában, illetve az ENSZ Európai Gazdasági Bizottságának a 2003. évi kijevi jegyzőkönyvet (tárgya: a nemzetközi folyókon ipari balesettel előidézett határon átterjedő szennyezéssel okozott károk miatti polgári jogi felelősség) kidolgozó munkabizottságban (2000-2003). Az 1899-ben felállított Állandó Választott Bíróság tagja 1998-tól és az Európai Bizottsági és Együttműködés Szervezet Választott Bíróságának tagja 2016-tól.
A köztársasági elnök 1996-ban és 1997-ben is jelölte alkotmánybírónak, ám az Országgyűlés egyik alkalommal sem választotta meg.

## Szakmai szervezeti tagságok
- 1975. International Law Association magyar tagozatának tagja és alelnöke
- 2001-2004 Committé on Water Resources Law tagja
- 1984. International Institute of Space Law
- 1989. International Water Law Association
- 1992. Magyar Külügyi Társaság
- 1993. Magyar UNESCO Bizottság
- 1993-1999 MTA PAB szakbizottság elnöke
- 1992-1999 Magyar Atlanti Tanács alelnöke
- Magyar ENSZ Társaság Kormányzótanácsa
- Hágai Állandó Választott Bíróság
- Magyar Asztronautikai Társaság
- ILA Water Resources Committee
- MTA Nemzetközi Közjogi Albizottságának tagja

## Fontosabb művei
- A nemzetközi vízjog általános szabályai. Bp., 1972
- A vietnami háború néhány kérdése az új szellemű nemzetközi jog tükrében. AUSz Acta Juridica et Politica, Szeged, 1973 [Társszerz.: Bodnár L.]
- Quelques problémes de droit international public concernant l’utilisation et la protection communes des ressources en eau dans le bassin du Danube. In: Annuaire de l’U.R.S.S. et des pays socialistes européens. Strasbourg, 1978. 497-504.
- Die internationale Rechtslage Ungarns aus dem Gesichtspunkt des Umweltschutzes. In: Farkas J. (szerk.): Beiträge zu den rechtlichen Fragen des Umweltschutzes. Pécs, 1979. 105-115. (Studia Iuridica 93.)
- Magyarország nemzetközi vízügyi egyezményei. In: Dolgozatok az állam- és jogtudományok köréből 11. Pécs, 1980. 79-114.
- Some problems of international law relating to the utilization and the protection of divided water resources with special regard to the Danube basin. In: Question of International Law. Budapest, 1981. Vol. 2. 31-48.
- Nemzetközi vízjog. Bp., 1986
- Le régime international de la navigation sur le Danube. Pécs, 1986 (Studia Iuridica 110.)
- The Law of Non-navigational Uses of International Watersources. Dodrecht, 1993
- Nemzetközi jog I-III. Pécs, 1998-2001
- The law of international watercourses with special reference to the Danube catchment area. Pécs, [1998]
- La protection des droits des minorités au niveau multilateral. Strasbourg, 2003
- A kisebbségi jogok védelme multilaterális szinten. In: Trócsányi L. – Delpérée, F. (szerk.): Európa egysége és sokszínűsége. A kisebbségek jogai. A belga és a magyar példa. [Szeged-Bp.], 2003. 54-68.
- 1956 a nemzetközi jogban. In: Ádám A. – Cseresnyés F. – Kajtár I. (szerk.): Tanulmányok az 1956. évi forradalom és szabadságharc 50. évfordulójára. Pécs, 2006. 85-101.
- A nemzetközi jog a XXI. század kezdetén. Magyar Tudomány, 2007/12. 1577-1579.
- Nemzetközi jog I-II. Bp.-Pécs, 2008-2010

## Díjai, kitüntetései
- 2011: A Magyar Érdemrend tisztikeresztje
- 2013. Pulszky Ágost Emlékérem
- 2023. A Magyar Érdemrend parancsnoki keresztje polgári tagozata[3]

## Videófelvételek
- Navigátor – 1993. február 9. Dr. Bruhács János beszél az Állam- és Jogtudományi Karra való felvételi követelményeiről.  – Youtube.com, Közzététel: 1993. február 9.
- Díjátadó ünnepség 2013 évben az MTA TK Jogtudományi Intézete a gyakorlati vonatkozásokkal bíró jogtudományi munkásságért járó Pulszky Ágost Emlékérmet Prof. Dr. Bruhács Jánosnak, a Pécsi Tudományegyetem Állam- és Jogtudományi Kar professor emeritusának adományozta.  – Youtube.com, Közzététel: 2013. december 6.